# 鲁西特县
鲁西特县（英語：Lohit district），一译洛西特县，是印度阿鲁纳恰尔邦的一个县。该县的北部辖境位于中印争议的“藏南地区”中。总面积2,402平方公里，总人口145538(2011年)。
洛西特县得名于洛西特河。